# Dacryodes pubescens
Dacryodes pubescens är en tvåhjärtbladig växtart som först beskrevs av Vermoes., och fick sitt nu gällande namn av Herman Johannes Lam. Dacryodes pubescens ingår i släktet Dacryodes och familjen Burseraceae. Inga underarter finns listade i Catalogue of Life.